# Гошкевич Леонід Іванович
Гошкевич Леонід Іванович (*28 березня 1868, Київ — 3 квітня 1963, Херсон)  — священник, протоієрей. Рідний брат Віктора та Михайла Гошкевичів.

## Біографія
Леонід Іванович Гошкевич народився 28 березня 1868 року в сім'ї київського священика, магістра богослів'я (1852) та ректора Київської духовної семінарії (1862). Івана Антоновича Гошкевича. Цим і було зумовлено його майбутнє життя. Спочатку Леонід пройшов курс навчання в Києво-Подільському духовному училищі. З серпня 1885 року по липень 1891 року Гошкевич — семінарист Київської духовної семінарії. Після закінчення його направили служити в Олександро-Невську церкву містечка Новий Буг Херсонського повіту.

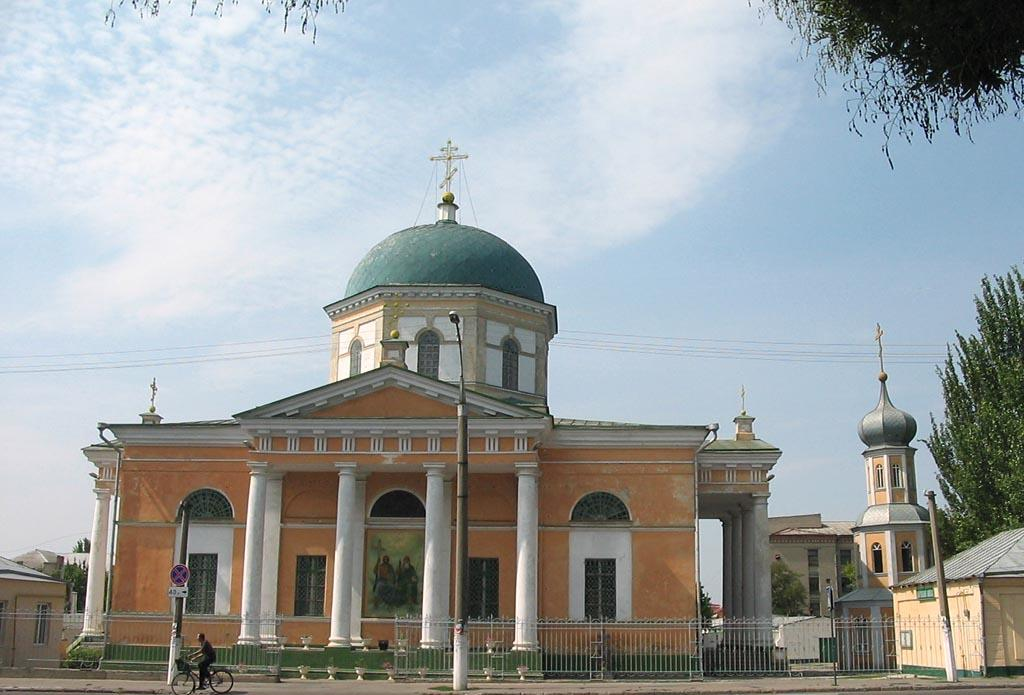
Святодухівський собор, у якому о. Леонід Гошкевич служив у 1907–1926 рр.

У 1907 році Гошкевич отримує призначення до Херсона — у Святодухівську церкву. Тут він швидко знайшов вдячність і любов не лише серед прихожан, але і серед колег-священнослужителів. До нього йшли навіть далекі від церкви люди зі своїм жалем та печалями. Для всіх у отця Леоніда знаходилися добре слово, рада й утіха. А його будинок був завжди відкритий для потребуючих.

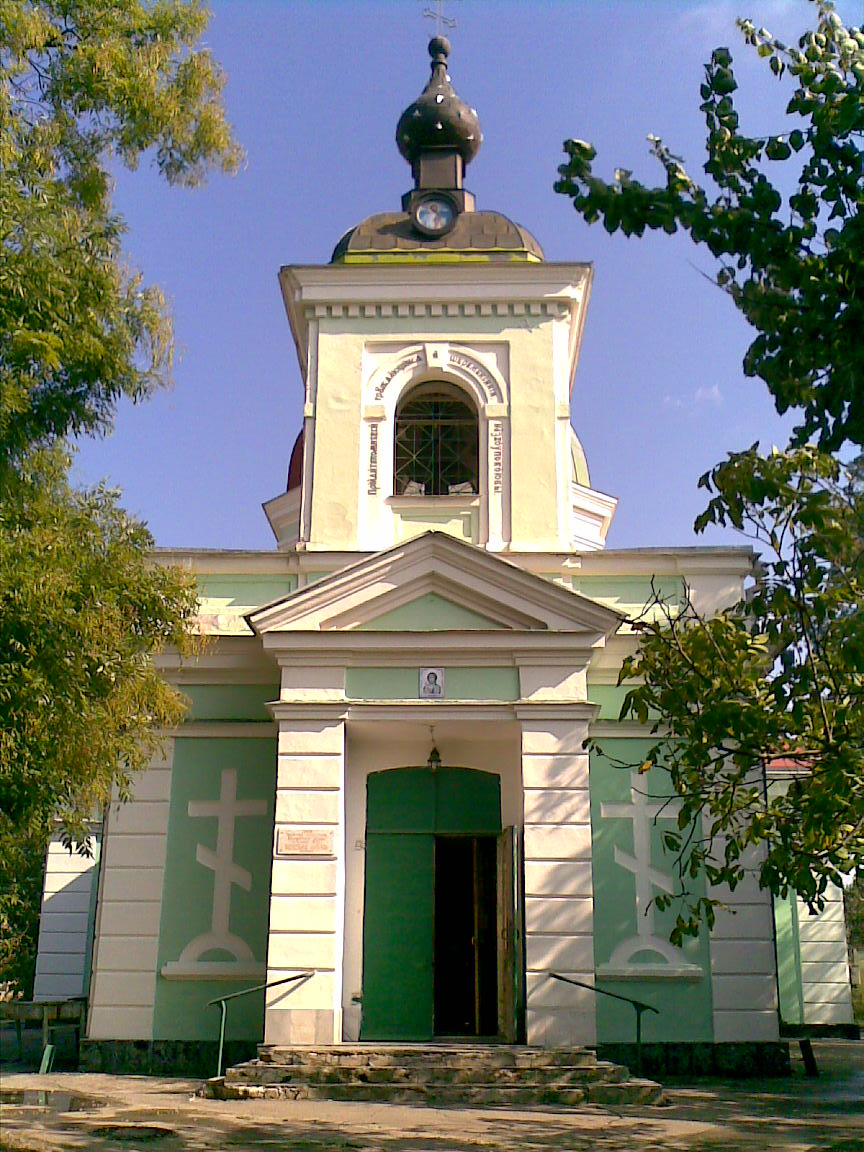
Всіхсвятська церква, 2010 р.

З приходом радянської влади почалися гоніння на церкву: руйнували храми, духівництво піддавали репресіям. З церковників, що залишилися в Херсоні, мабуть, лише Гошкевич мав сміливість ходити по місту в облаченні священнослужителя. Новоявлені атеїсти плювали йому в обличчя та обзивали. Багато довелося зазнати принижень отцеві Леоніду і від офіційних властей Херсона. Особливо від уповноваженого з церковних справ. Останній з метою розподілу житла для «пролетаріату» спочатку «ущільнив», а потім виселив родину Гошкевича з будинку № 33 по вулиці Підпільній, в якому він проживав з 1907 по 1936 рік. Гнобили й принижували не лише Леоніда Івановича, але і всю його родину, близьких і далеких родичів. Навіть його онучці було відмовлено в прийомі до піонерської організації. Після закриття більшовиками 1 травня 1926 року Привозної церкви отець Леонід почав службу в церкві Всіх Святих (на старому міському кладовищі). У своїй промові, прощаючись з цим храмом, Гошкевіч вимовив: «…завжди й повсякчас я готовий служити кожному, бути всім для всіх».
Слово священика не розійшлося із справою. У роки німецької окупації отець Леонід, ризикуючи життям, організував порятунок від страти євреїв, що не встигли евакуюватися. Робив він це у досить незвичний спосіб: хрестив їх у православ'я. Таких на «рахунку» Гошкевича — понад 120 чоловік. Більшість перехрещених євреїв згодом не повернулися до свого віросповідання. Зробити це вони вважали зрадою по відношенню до отця Леоніда, що дарував їм життя. За всі роки окупації Гошкевич не відслужив ні єдиної літургії за здоров'я Гітлера й вояків Третього райху, за що деколи накликав на себе немилість гебітскомісара та міського голови.
Після звільнення Херсона від німецької окупації протоієрей Гошкевич організував серед духівництва і прихожан херсонських общин збір грошей і продуктів для поранених бійців херсонського шпиталю. Радянська влада, попри своє негативне ставлення до церкви, враховуючи патріотичну діяльність Леоніда Івановича Гошкевича, нагородила його медаллю «За доблесну працю у Великій Вітчизняній війні 1941–1945 рр.». Вона зайняла гідне місце на грудях священнослужителя поряд з ще декількома, якими він був нагороджений церквою за багаторічну і бездоганну пастирську службу.
Помер Леонід Іванович Гошкевич на 96-му році життя, 3 квітня 1963 року.

## Родинний архів Гошкевичів
Родинний архів Гошкевичів, що зберігається в обласній універсальній науковій бібліотеці ім. О.Гончара, нараховує 390 документів, які охоплюють період з 1834 по 1951 рр. Архів містить біографічні матеріали, господарчо—побутові документи, матеріали службової та громадської діяльності, листування і фотографії Леоніда Івановича Гошкевича, його старшого брата — Михайла Івановича Гошкевича, батька — Івана Антоновича Гошкевича, матері — Ганни Іванівни Гошкевич (до шлюбу Веледницької), діда з батьківського боку — Антона Івановича Гошкевича та діда з материнського боку — Івана Івановича Веледницького.
Батьківська спадщина нараховує 22 документи періоду 1843–1912 рр. Це метричні записи про народження, хрещення, шлюб, свідоцтва про смерть та поховання, послужні списки, укази про нагородження, призначення на посади, листування тощо родин Гошкевичів-Веледницьких. Цікавий факт — діди як з батьківського, так і з материнського боку, за своє багаторічне бездоганне служіння відзначені нагородами.
Протоієрей Києво-Подольської Царекостянтинівської церкви Іван Іванович Веледницький 3 лютого 1854 р. був представлений до нагородження орденом Святої Анни третього ступеня (наказ № 1143 від 5 квітня 1854 р.).
Священик Стрелічевської Михайлівської церкви Мінської губернії Антон Іванович Гошкевич 13 червня 1818 р. був нагороджений «хрестом за 1812 рік» (свідоцтво № 16153 від 16 жовтня 1912 р.).
У формулярному списку про службу протоієрея Івана Антоновича Гошкевича за 1870 рік є відомості про нагородження його набедреником (29 червня 1857 р.) та скуфією (24 червня 1860 р.).
Документи старшого брата, Михайла Івановича Гошкевича, датовані 1871–1913 рр., нараховують 43 одиниці зберігання. Це матеріали біографічного характеру — метричне свідоцтво про народження, копія формулярного списку про службу, численні рапорти та резолюції про службові переміщення, відомості про нагородження тощо.
Особисті документи, що відображають службову та громадську діяльність Леоніда Івановича Гошкевича, становлять більшість (325 од. зб.) і датуються 1834–1951 рр. Це численні рукописи його проповідей за 1910–1947 рр., службові посвідчення, документи про нагородження, листування і фотоматеріали.